# Najis
Enligt islamisk lag (sharia) är najis (arabiska: نجس) saker eller personer som anses vara rituellt orena. Kontakt med något som är najis gör att muslimer hamnar i ett tillstånd av rituell orenhet (najasat), vilket kräver noggrann rituell rening innan religiösa plikter, såsom dagliga böner. Ordet "najas" nämns i koranvers 9:28.
Enligt shi'a-islam finns det två sorters najis: det inneboende najis (även känt som 'ayn najis) som inte kan renas och det erhållna najis som blir najis när den hamnar i kontakt med annan najis. Mutahhirat kallas de saker eller processer som kan rena najis saker rituellt. Den mest omfattande av mutahhirat är vatten.
I shiitisk rättsvetenskap anses tio saker vara inneboende najis. Dessa tio saker är urin, avföring, sädesvätska, lik, blod, hund, gris, icke-muslimer, vin och öl. Enligt majoriteten av de stora rättslärda är alla icke-muslimer (kafir) inklusive hinduer rituellt orena. Ayatolla Khamenei och några andra rättslärda anser att alla icke-muslimer, exklusive "Bokens folk" (såsom kristna och judar), är najis.